# Rasmus Kristensen
Rasmus Kristensen (født 23. oktober 1927 i Havbyrd, død 28. september 2019) var en dansk gårdejer og kommunalpolitiker, der var borgmester i Ringsted Kommune fra 1998 til 2001, valgt for Venstre.
Rasmus Kristensen, der var søn af en gårdejer, blev selv landbrugsuddannet. Han engagerede sig i dansk frøavl og var æresmedlem af De Samvirkende Danske Frøavlerforeninger og Midtsjællands Frøavlerforening. Desuden var han medstifter af Protein- og Oliefabrikken Scanola.
Han blev første gang valgt til Ringsted Byråd i 1982 og sluttede sit kommunalpolitiske virke som 1. viceborgmester i perioden 2002-2005, hvorefter han ikke genopstillede.
Efter 68 års medlemskab af Venstre forlod han i 2015 partiet som følge af sagerne om rod i Carl Holst og Lars Løkke Rasmussens bilag. Beslutningen var ikke let, sagde han til Sjællandske. "Der var dog ingen anden udvej, for jeg har altid lagt vægt på, at man skal have orden i tingene," sagde han.
Rasmus Kristensen er begravet på Ringsted Kirkegård.